# Wyrmwood: drumul morților
Wyrmwood: drumul morților este un film de zombi regizat de Kiah Roache-Turner[*] după un scenariu de Kiah Roache-Turner[*]. A fost produs în Australia de studiourile Guerilla Films[*] și a avut premiera la 2014, fiind distribuit de . Coloana sonoră este compusă de Michael Lira[*]. Cheltuielile de producție s-au ridicat la . Filmul a avut încasări de .

## Distribuție
Rolurile principale au fost interpretate de actorii:

Leon Burchill[*]
Bianca Bradey[*]
Luke McKenzie[*]  .